# 卑示闭练
卑示闭练（?—?），隋朝时期的于阗国王。《隋书》说他是王姓，字卑示闭练，《北史》作早示门。根据考古资料他就是尉迟姓。
隋炀帝大业十一年（615年）正月，于阗王卑示闭练和突厥始毕可汗、新罗王金白净、吐火罗、龟兹王白苏尼咥、疏勒王阿弥厥、安国、曹国、何国、穆国、契丹等国一起遣使朝贡。林梅村认为被称为大小尉迟的尉迟跋质那、尉迟乙僧是卑示闭练的子孙。